# Бивио Папети (Фрозиноне)
Бивио Папети је насеље у Италији у округу Фрозиноне, региону Лацио.
Према процени из 2011. у насељу је живело 168 становника. Насеље се налази на надморској висини од 387 м.